# Hypositta corallirostris
El vanga trepador (Hypositta corallirostris) es una especie de ave paseriforme de la familia Vangidae endémica de Madagascar. Sus hábitats naturales son las selvas de tierras bajas y bosques húmedos.

## Descripción

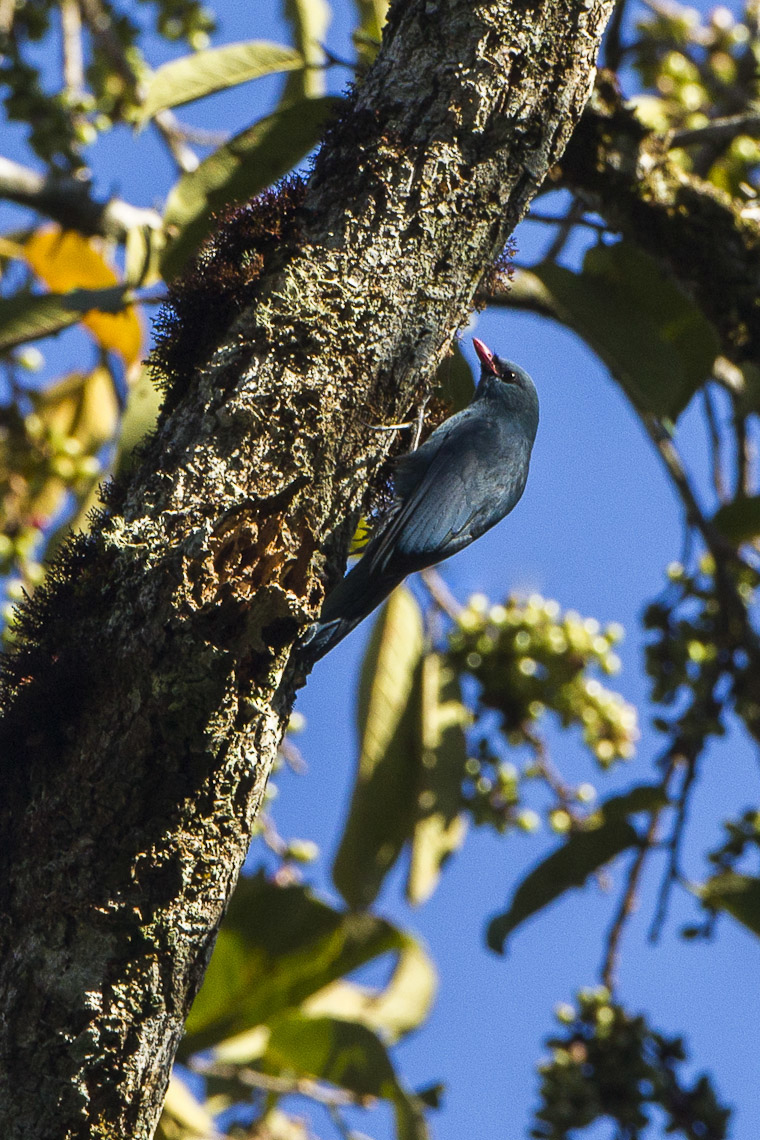
Vanga trepador posado en un árbol.

El vanga trepador es un pájaro pequeño que mide entre 13 y 14 cm. El plumaje del macho es de color azul grisáceo uniforme, salvo el lorum y la base del pico que son negros, en contraste con su pico que es rojo intenso. En cambio la hembra tiene las partes inferiores y la cabeza de tonos pardo oliváceos, y sus partes superiores son más grisáceas que las de los machos. Los ojos de ambos son pardos oscuros, y sus patas grisáceas tienen dedos largos con largas uñas curvadas que usan para agarrarse a los troncos de los árboles.

## Taxonomía
La especie fue descrita por Alfred Newton en 1863 como Hypherpes corallirostris, y en 1881 fue trasladada a su actual género, Hypositta, también creado por Newton porque Hypherpes había sido asignado con anterioridad para clasificar escarabajos. Hypositta es un género monotípico clasificado dentro de la familia Vangidae.  
En 1996 se añadió una supuesta nueva especie al género, Hypositta perdita, pero estudios genéticos realizados en 2013 demostraron que los ejemplares con los que había sido definida eran en realidad juveniles de silvícola sirontsirona (Oxylabes madagascariensis) con un morfo de color raro, con lo que Hypositta corallirostris volvió a quedar como único integrante del género.

## Distribución y hábitat
Se encuentra únicamente en los bosques tropicales del este de Madagascar.